# Kläppsjön, Västerbotten
Kläppsjön är en sjö i Umeå kommun i Västerbotten och ingår i Umeälven-Hörnåns kustområde. Sjön har en area på 0,413 kvadratkilometer och ligger 15 meter över havet.

## Delavrinningsområde
Kläppsjön ingår i det delavrinningsområde (707131-171433) som SMHI kallar för Rinner mot Mjölefjärden. Medelhöjden är 24 meter över havet och ytan är 8,1 kvadratkilometer. Det finns inga avrinningsområden uppströms utan avrinningsområdet är högsta punkten. Avrinningsområdets utflöde mynnar i havet, utan att ha någon enskild mynningsplats. Avrinningsområdet består mestadels av skog (67 procent). Avrinningsområdet har 1,15 kvadratkilometer vattenytor vilket ger det en sjöprocent på 14,2 procent. Bebyggelsen i området täcker en yta av 0,27 kvadratkilometer eller 3 procent av avrinningsområdet.